# متااسپلویت
نرم‌افزار متااسپلویت (به انگلیسی: Metasploit) یک نرم‌افزار قوی برای نفوذ به سیستم‌های دیگر است. این نرم‌افزار امکان دسترسی به شل قربانی را به راحتی حتی بر روی ویندوز ۷ فراهم می‌کند.

## طرز کار
این نرم‌افزار، برای شما پیوندی به آی‌پی‌تان با فایل نفوذ ایجاد می‌کند. کسی که روی این پیوند کلیک کند، این فایل را وارد رایانهٔ خود کرده و پس از وارد شدن این فایل به رایانهٔ فرد شما می‌توانید به راحتی دستورهای گوناگون را بر روی رایانهٔ فرد قربانی اجرا کنید.

## سیستم‌های میزبان
این نرم‌افزار امکان نصب بر روی گنو/لینوکس، ویندوز و مک اواس را دارا می‌باشد. برای نسخهٔ لینوکس از روبی استفاده شده است.